# ترناوا (منطقه تربیچ)
ترناوا (به چکی: Trnava) یک منطقهٔ مسکونی در جمهوری چک است که در منطقه تربیچ واقع شده‌است. ترناوا ۱۲٫۳۳ کیلومتر مربع مساحت و ۵۹۹ نفر جمعیت دارد و ۴۲۸ متر بالاتر از سطح دریا واقع شده‌است.